# インド・アーリア人
インド・アーリア人（インド・アーリアじん）、インド・アーリヤ人（インド・アーリヤじん、Indo-Aryan）は、インド・アーリア語派の言語を用いる人々の総称。
古代においては、狩猟と牧畜によって生計を立て、飼育する動物の中では馬に最も重要な役割を置いていた。彼らが異なる文化の周辺民族との関わり合いの中から作り出した『リグ・ヴェーダ』を中心とした文献から、その動態が考察されてきた。

## 前期ヴェーダ時代

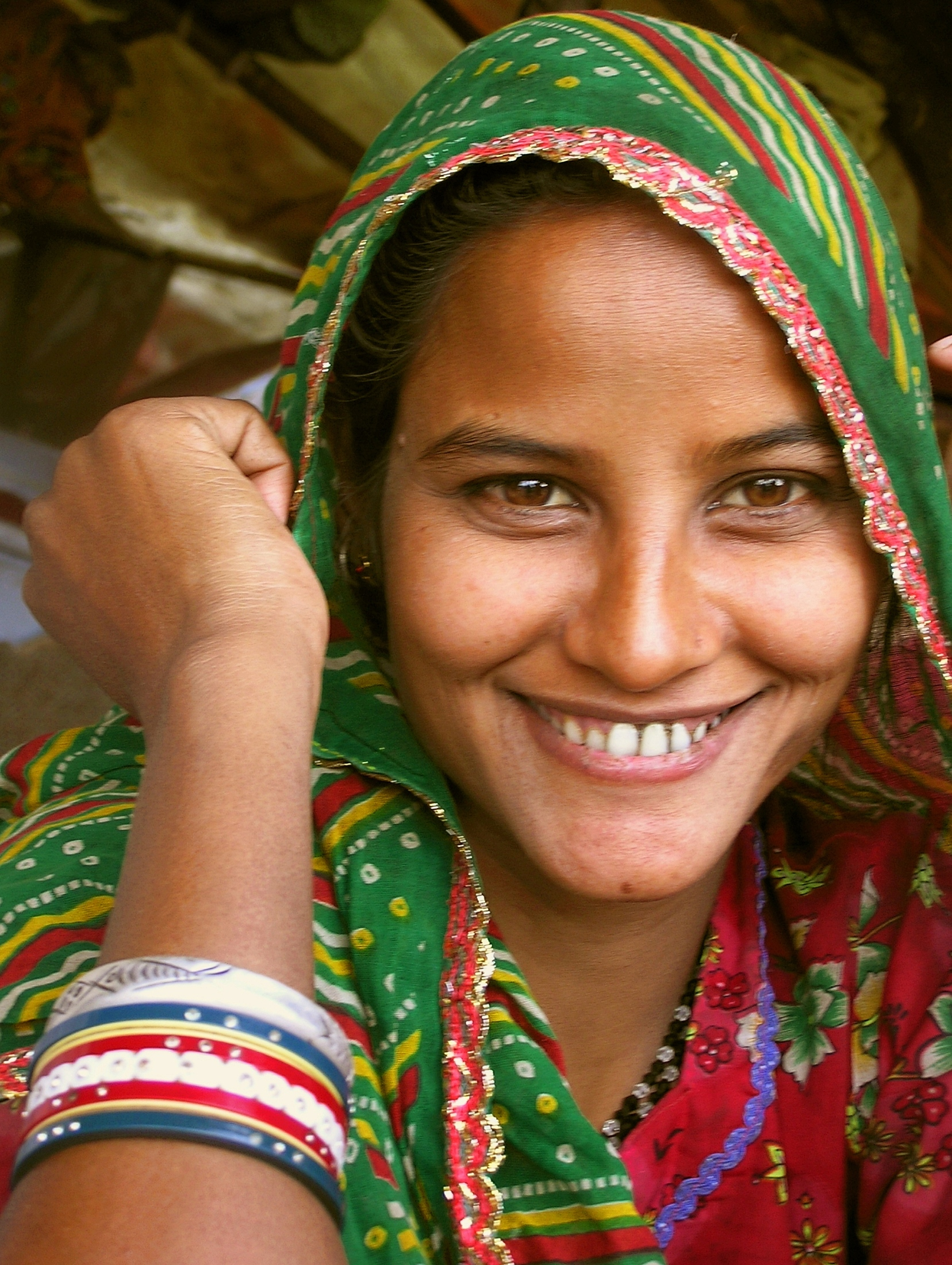
インド・アーリア人の女性

### インド北西部の支配

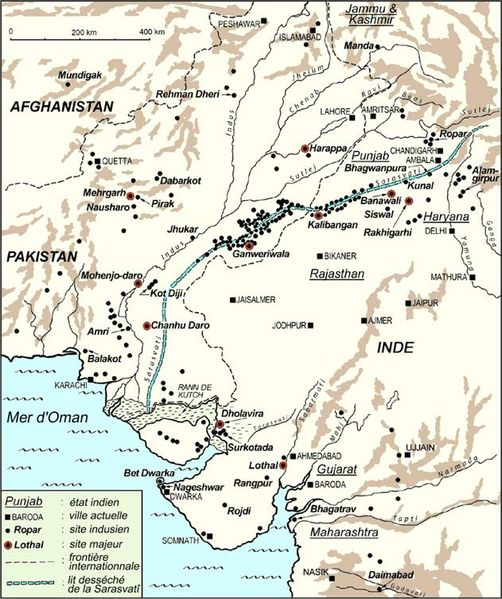
インダス文明の遺跡群の中央を流れていたと考えられるサラスヴァティー川（Sarasvati）。

『リグ・ヴェーダ』には、インド亜大陸の河川の名が頻繁に言及されており、中でもシンドゥ川（現在のインダス川）とサラスヴァティー川（現在のどの川にあたるかは不明、ガッガル・ハークラー涸河床とする説などがある）は言及される数が多く、重要である。インド・アーリア人が勃興した地は「七つの川の地」と呼ばれており、現在のアフガニスタン東部からパンジャーブ、インドのウッタル・プラデーシュ州西部であると推測されている。
その興隆に伴って他の定住民との争いがあり、特にダーサおよびダスユとの争いが激しかったことが窺われる。ダーサは主要部族とは異なる先にこの地に移住していたアーリア人と考えられており、比較的穏便な対処がなされた。『リグ・ヴェーダ』には、シャンバラという者がバラタ族のディヴォーダーサと争って敗れたことが述べられているが、バラタ族の者に「ダーサ」という名がついていたことが知られる。これに対してダスユは、徹底的に征伐する対象と考えられていたようである。
インド・アーリア人は、馬曳戦車を駆使し、青銅製の武器を使い、鎧を身にまとっていたため、戦闘においては強力で、さまざまな争いに打ち勝ったものと考えられている。このような勝利の栄光は、『リグ・ヴェーダ』において、「城塞の破壊者」の異名を持つインドラ神がアーリア人の敵に打ち勝つ数々の物語に反映されているとされる。

### 内部抗争

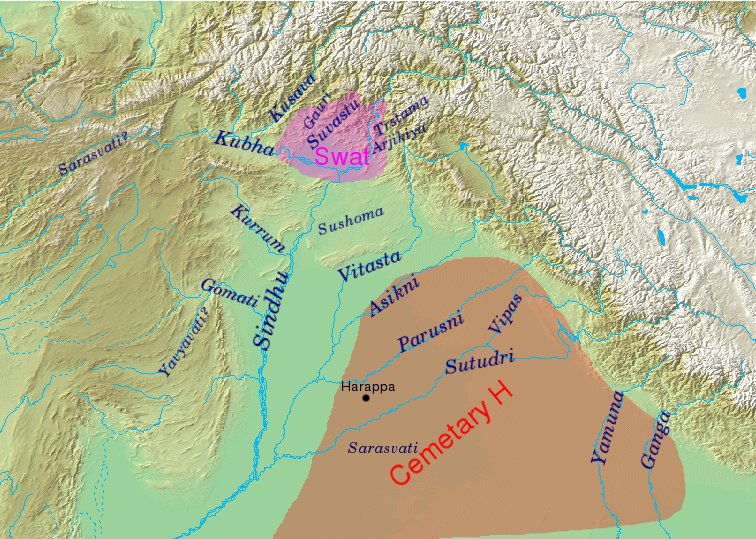
十王戦争の舞台となった五河地方（パンジャーブ）

インド・アーリア人は、いくつかの部族の集合体であり、時にはその部族同士が争うこともあったようである。リグ・ヴェーダの部族のうち基本的にはパンチャジャナ（Panchajana）と呼ばれる五つの部族（バラタ族、トリツ族、プール族、ブリグ族、マツヤ族）を中心にして分かれており、特にバラタ族とトリツ族が有力であった。『リグ・ヴェーダ』によると、バラタ族は次第に勢力を増し、ついにバーラタヴァルシャ国（Bhāratavarṣa）という領域を形成した。これに対して、プール族、ブリグ族、マツヤ族などの3人のアーリア人の部族長と、7人の非アーリア人の部族長が連合して、十王戦争を起こしたが、トリツ族のスダース王が勝利して、トリツ族・バラタ族の支配権が確立された。
その後、バラタ族とプール族とは次第に連携し、連合してクル族という部族を形成した。クル族はさらにパンチャーラ族とも連合して、ガンジス川上流域を制覇した。

## 遺伝子・人種
インド・アーリア人はハプログループR1a (Y染色体)が高頻度である。インド北部では48.9％みられる。
紀元前からインド北部のカシミール地方やネパールなどではチベット系、ベンガル地方とグジャラート州、ゴア州、マディヤ・プラデーシュ州、アーンドラ・プラデーシュ州 、カルナータカ州、テランガーナ州、タミル・ナードゥ州なども含む南部のマラーター人とバングラデシュなどに分布するベンガル人はドラヴィダ人との混血が古くからある。また、スリランカのシンハラ人も該当される。
さらにミャンマーでは、ベンガル系のロヒンギャ人がビルマ族の一部との混血が古くからあった。
ヨーロッパに散在するジプシーと呼ばれるロマ人はインド・アーリア人が起源である。
人種的には元来コーカソイドだが、古くから先住民オーストラロイドと混合している。